# エルフィン・サドル
エルフィン・サドル(Elfin Saddle)は、カナダ出身のバンドである。日本人女性本田エミと、カナダ人男性ジョーダン・マッケンジーによって結成された。日本出身の本田はビジュアル・アートの制作と展示のためにカナダに行き、アートを通してジョーダン・マッケンジーと知り合った。エルフィン･サドルという名称は、ノボリリュウタケというキノコの英名で、二人の共通の趣味はキノコ狩りだという。

## ディスコグラフィー

### アルバム
- Ringing For The Begin Again (2009)